# Foutsia philodendri
Foutsia philodendri är en stekelart som beskrevs av Burks 1971. Foutsia philodendri ingår i släktet Foutsia och familjen kragglanssteklar. Inga underarter finns listade i Catalogue of Life.